# قلعه لوئیس

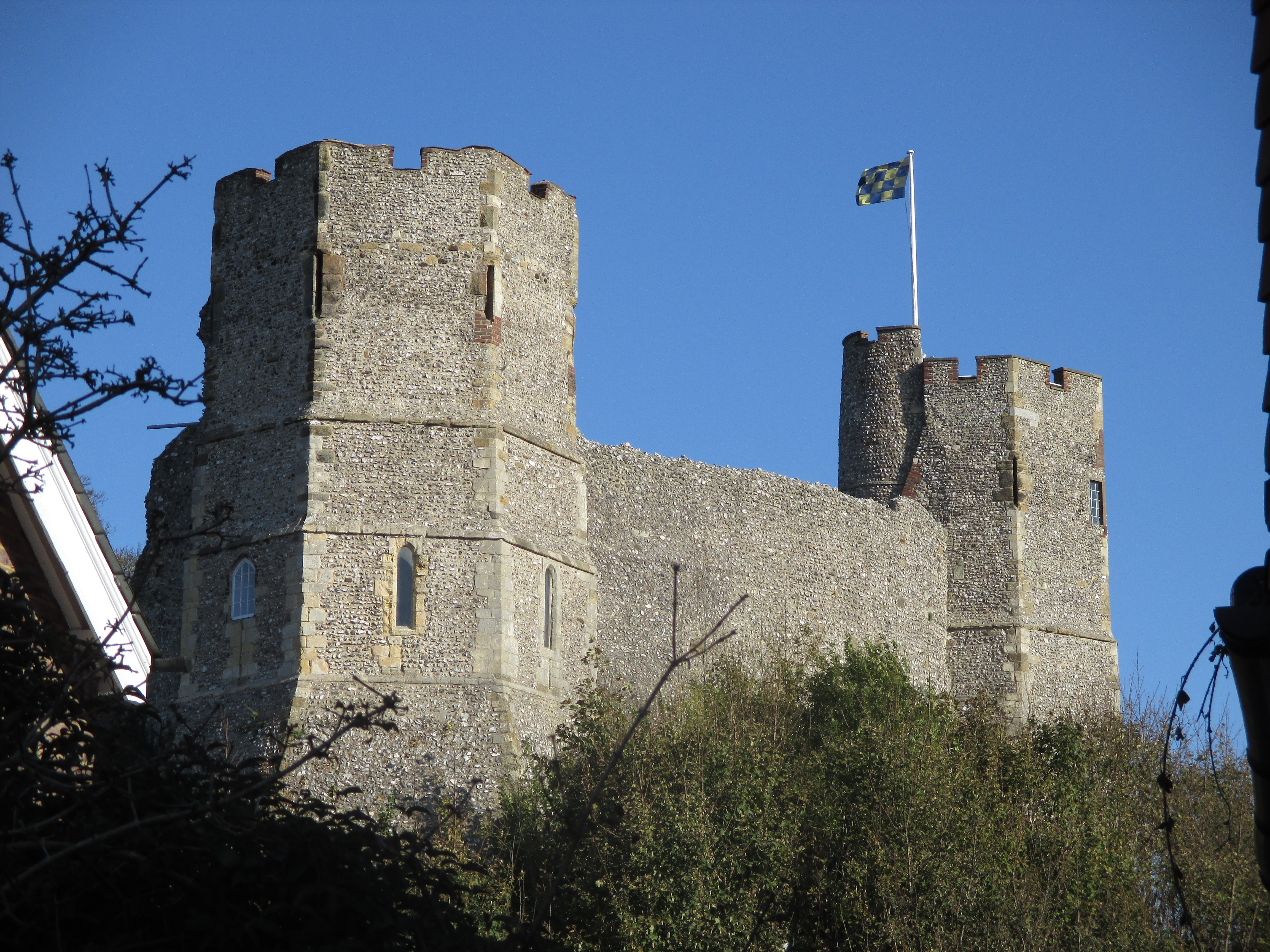

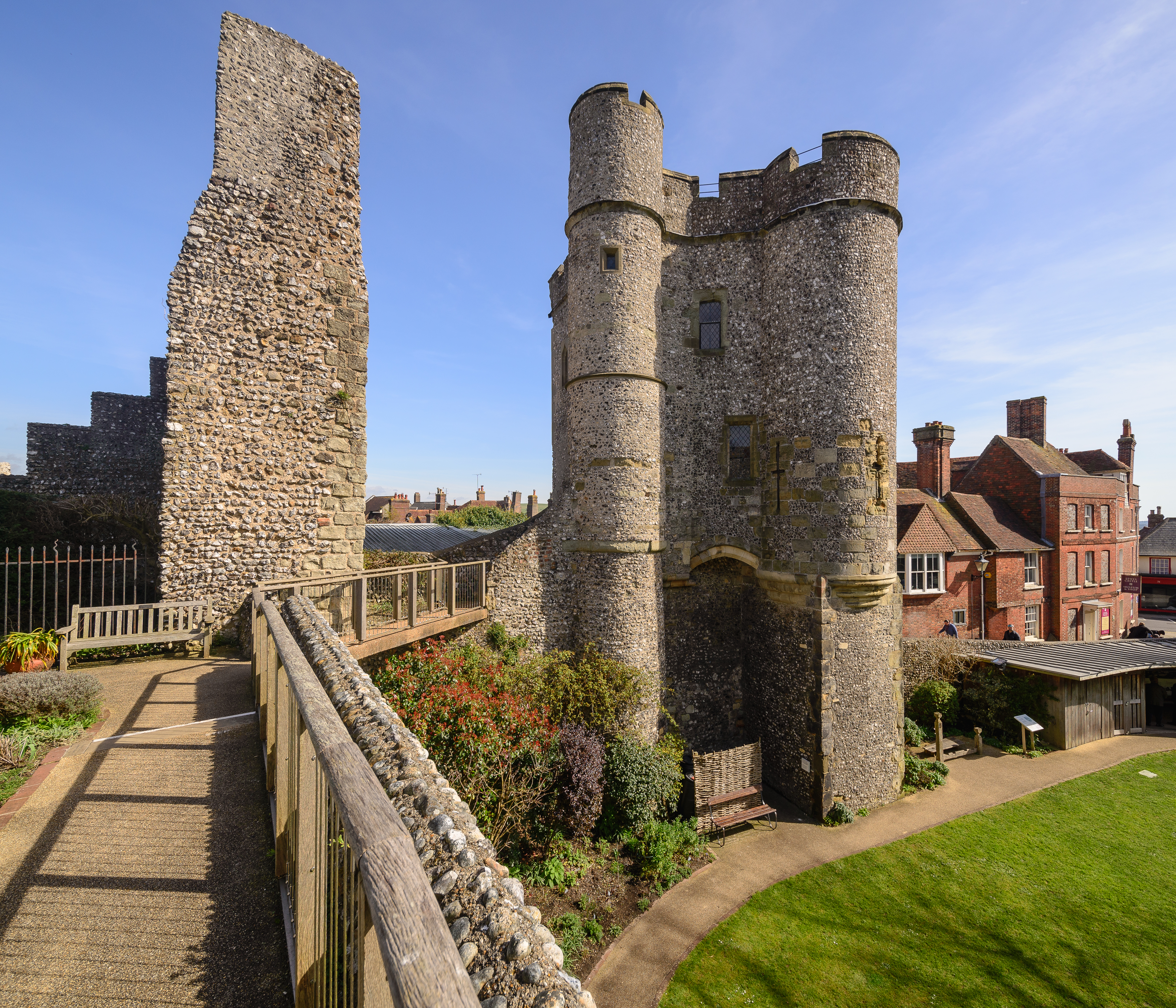
برج دیده‌بان

قلعه لوئیس (انگلیسی: Lewes Castle) در بالاترین نقطهٔ شهرک لوئیس در ساسکس شرقی بر فراز تپه‌ای مصنوعی که با گچ فرنگی ساخته شده است، قرار دارد و در آغاز به «قلعهٔ بـِری» شهرت داشت.
نخستین استحکامات دفاعی این قلعه، از جنس چوب بود که بعدها با سنگ جایگزین شد. این قلعه، دارای ۲ پشتهٔ دفاعی (motte) است که از این لحاظ، ساختاری نامعمول دارد و تنها یک قلعه دیگر در انگلستان موجود است که چنین مشخصه‌ای داشته باشد (قلعه لینکلن). یکی از بخش‌های مثال‌زندنی این قلعه، برج دیده‌بانی‌اش است.
گفته می‌شود این قلعه توسط «ویلیام دو وارِن»، دامادِ ویلیامِ فاتح در سال ۱۰۶۹ میلادی ساخته شد. در سال ۱۸۵۰ میلادی، «انجمن باستان‌شناسی ساسکس» این قلعه را از صاحبان آن اجاره کرد تا به‌عنوان یک محوطه نمایشگاهی و توریستی از آن استفاده کند. سرانجام در سال ۱۹۲۲ میلادی، «سِـر چارلز تامِس استفورد» این قلعه را به «انجمن باستان‌شناسی ساسکس» هدیه داد.
بازدید از این قلعه برای عموم مردم آزاد است.